# Eiskunstlauf-Europameisterschaften 1932
Die 31. Eiskunstlauf-Europameisterschaften fanden 1932 in Paris statt.

## Ergebnisse

### Herren
| Platz | Sportler        | Land            |
| ----- | --------------- | --------------- |
| 1     | Karl Schäfer    | Österreich      |
| 2     | Ernst Baier     | Deutsches Reich |
| 3     | Erich Erdös     | Ungarn          |
| 4     | Hugo Distler    | Österreich      |
| 5     | Otto Hartmann   | Österreich      |
| 6     | Jean Henrion    | Frankreich      |
| 7     | Georges Torchon | Frankreich      |

### Damen
| Platz | Sportlerin            | Land                   |
| ----- | --------------------- | ---------------------- |
| 1     | Sonja Henie           | Norwegen               |
| 2     | Fritzi Burger         | Österreich             |
| 3     | Vivi-Anne Hultén      | Schweden               |
| 4     | Hilde Holovsky        | Österreich             |
| 5     | Liselotte Landbeck    | Österreich             |
| 6     | Yvonne de Ligne       | Belgien                |
| 7     | Joan Dix              | Vereinigtes Königreich |
| 8     | Gabi Clericetti       | Frankreich             |
| 9     | Reneé Volpato         | Königreich Italien     |
| 10    | Jacqueline Vaudecrane | Frankreich             |

### Paare
| Platz | Sportlerin                    | Land                   |
| ----- | ----------------------------- | ---------------------- |
| 1     | Andrée Joly / Pierre Brunet   | Frankreich             |
| 2     | Lilly Gaillard / Willy Petter | Österreich             |
| 3     | Idi Papez / Karl Zwack        | Österreich             |
| 4     | Ms. Lavender / Ord MacKenzie  | Vereinigtes Königreich |